# Blue Diamond
Blue Diamond è un census-designated place (CDP) degli Stati Uniti, situato nella Contea di Clark nello stato del Nevada. Nel censimento del 2000 la popolazione era di 282 abitanti.

## Geografia fisica
Secondo i rilevamenti dell'United States Census Bureau, la località di Blue Diamond si estende su una superficie di 19,1 km², tutti occupati da terre.

## Popolazione
Secondo il censimento del 2000, a Blue Diamond vivevano 282 persone, ed erano presenti 77 gruppi familiari. La densità di popolazione era di 23 ab./km². Nel territorio comunale si trovavano 125 unità edificate. Per quanto riguarda la composizione etnica degli abitanti, il 94,33% era bianco, lo 0,35% era nativo, l'1,42% era asiatico e lo 0,35% proveniva dall'Oceano Pacifico. Lo 0,35% della popolazione apparteneva ad altre razze e il 3,19% a più di una. La popolazione di ogni razza ispanica corrispondeva all'1,42% degli abitanti.
Per quanto riguarda la suddivisione della popolazione in fasce d'età, il 19,9% era al di sotto dei 18, il 6,4% fra i 18 e i 24, il 26,6% fra i 25 e i 44, il 36,2% fra i 45 e i 64, mentre infine l'11,0% era al di sopra dei 65 anni di età. L'età media della popolazione era di 43 anni. Per ogni 100 donne residenti vivevano 104,3 maschi.